# Brankův most

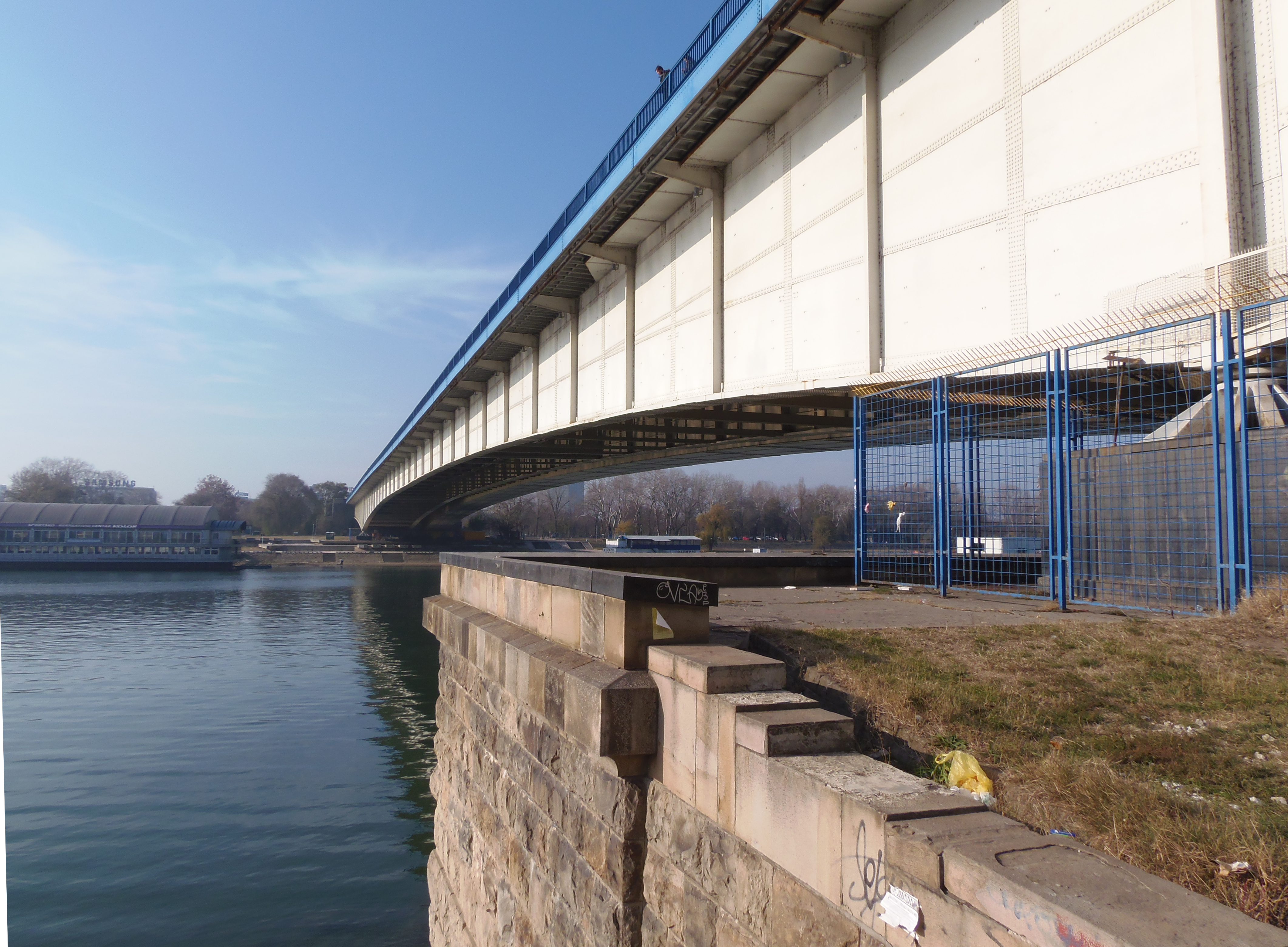
Brankův most, pohled směrem k Novému Bělehradu

Brankův most (srbsky v cyrilici Бранков мост, v latince Brankov most) je most přes řeku Sávu v Bělehradě. Spojuje centrum města s Novým Bělehradem a patří mezi hlavní dopravní spojnice srbské metropole. Vybudován byl roku 1979 a svůj název nese podle romantického básníka Branka Radičeviće (dříve Most Bratstva i jedinstva).
Most je rovněž symbolem sebevrahů, neboť svůj život ukončí skokem z tohoto mostu okolo čtyřiceti lidí ročně. Svůj život skokem z tohoto mostu rovněž ukončil i spisovatel Branko Ćopić. V srbské společnosti panuje mylný názor, že most byl přejmenován po roce 1990 právě po něm.

## Historie
Pylony na obou stranách (staroměstské a novobělehradské) jsou původem z 19. století. Jejich architektem byl sochař Ivan Meštrović[zdroj?] Do druhé světové války stál na stejném místě zavěšený most, který nesl své jméno po králi Alexandru Karađorđevićovi. Jugoslávská armáda se nicméně rozhodla pro jeho likvidaci ve snaze zpomalit postup německých vojsk v prvních fázích Dubnové války.
Po skončení konfliktu se Bělehrad dynamicky rozrůstal směrem především na západ, a to do oblasti dnešního Nového Bělehradu. Doprava mezi oběma částmi města, oddělenými řekou Sávou, si vyžadovala vybudování nových mostů. Ten současný byl budován tři roky a otevřen po částech. První z nich byla dána do provozu v roce 1956. Stavitelem byla západoněmecká firma MAN a projektantem jugoslávská firma Mostoprojekt. Druhá (po jejímž dokončení má most šest jízdních pruhů, tři v každém směru) pak až v roce 1979. 
V roce 2006 most využívalo denně více než 90 000 automobilů.